# Popoli indoeuropei

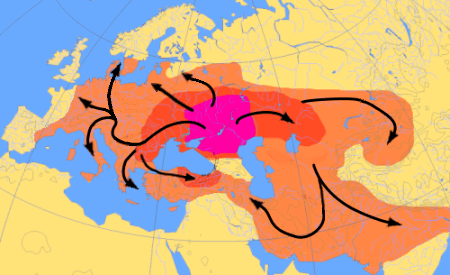
Schema sommario del processo di indoeuropeizzazione dell'Eurasia tra V millennio a.C. e I millennio a.C., secondo la Teoria kurganica

I popoli indoeuropei sono i popoli derivati dalla frammentazione dell'originario popolo protoindoeuropeo, imparentati dal condividere, oltre al patrimonio linguistico, anche numerosi tratti sociopolitici, religiosi e culturali. Costituiscono la maggior parte dei popoli di Europa e Asia.

## Lista
- Anatolici
  - Palaici
  - Ittiti
  - Luvi
  - Lici
  - Lidi
  - Cari
  - Pisidi
  - Sidetici
- Armeni
- Balti
- Celti
  - Britanni
  - Celtiberi
  - Galati
  - Galli
  - Pannoni[1]
- Daci
  - Geti[2]
  - Misi
- Frigi
- Germani
  - Occidentali
  - Orientali
  - Settentrionali
- Elleni
  - Ioni
  - Eoli
  - Achei
  - Dori
- Illiri
  - Messapi
  - Pannoni[1]
- Indoiranici
  - Indoari
  - Iranici
- Italici
  - Latino-falisci
    - Latini

  - Osco-umbri
  - Piceni
  - Siculi
  - Veneti
- Liburni
- Macedoni
- Peoni
- Slavi
  - Meridionali
  - Occidentali
  - Orientali
- Tocari
- Traci
  - Geti[2]